# Lijst van Joodse begraafplaatsen in Drenthe
Dit is een lijst van Joodse begraafplaatsen in de Nederlandse provincie Drenthe. Voorwaarde voor opname op de lijst is dat er op de begraafplaats in kwestie nog ten minste één grafsteen aanwezig is.
| Plaats     | Straat | Aantal grafstenen | Toegankelijkheid     | Afbeelding |
| ---------- | --- | ----------------- | -------------------- | ---------- |
| Assen      | Oude Haarweg | 394               | Afgesloten           |            |
| Beilen     | Scheuningskamp | 42                | Afgesloten           |            |
| Borger     | Marslandenweg | 9                 | Vrij toegankelijk    |            |
| Coevorden  | Ballastweg 8/H. Roland Holstlaan                                                                                               | 160               | Tijdens openingsuren |            |
| Dalen      | Drift 2 | 1                 | Vrij toegankelijk    |            |
| Emmen      | Kerkhoflaan 1 (Insulindeplantsoen)                                                                                             | 46                | Vrij toegankelijk    |            |
| Gees       | Jimmingveensweg (300 m onverharde weg rechts)                                                                                  | 1                 | Vrij toegankelijk    |            |
| Hoogeveen  | Wilhelminastraat/Van Echtstenstraat                                                                                            | 2                 | Afgesloten           |            |
| Hoogeveen  | Zuiderweg | 206               | Afgesloten           |            |
| Lhee       | Bosrand (ingang tussen huisnrs. 7 en 5), Israelitische begraafplaats borden volgen vanuit Dwingeloo                            | 40                | Vrij toegankelijk    |            |
| Meppel     | Steenwijkerstraatweg 94 /Bunskamp                                                                                              | 231               | Sleutel halen        |            |
| Noordbarge | Achter het Kanaal straat inrijden, Oranjekanaal aan de rechterhand houden, tweede weg links in het Noordbargerbos (Westenesch) | 17                | Afgesloten           |            |
| Rolde      | Asserstraat 23 (achter Altijd Zorg)                                                                                            | 1                 | Afgesloten           |            |
| Roswinkel  | Roswinkelerstraat 114 | 1                 | Vrij toegankelijk    |            |
| Ruinen     | Munnekenweg | 1                 | n.b.                 |            |
| Sleen      | Boterakkerweg | 22                | Vrij toegankelijk    |            |
| Smilde     | Rijksweg 118 | 38                | Vrij toegankelijk    |            |
| Veenhuizen | Kerklaan | 1                 | Vrij toegankelijk    |            |
| Veenoord   | Boerdijk/Bedrijvenweg (achter het BP tankstation)                                                                              | 21                | Vrij toegankelijk    |            |
| Zuidlaren  | Sissinge | 5                 | Afgesloten           |            |